# Alex Contreras
Alex Contreras Miranda, né le 10 février 1982 à Chimbote, est un économiste, enseignant et  homme politique péruvien. 
Vice-ministre de l'Économie sous l'ensemble des gouvernements de Pedro Castillo à partir de 2021, il est ministre de l'Économie et des Finances de décembre 2022 à février 2024, sous la présidence de Dina Boluarte.

## Biographie
Alex Contreras est diplômé en ingénierie économique de l'Université nationale d'ingénierie en 2010. Il est titulaire d'une maîtrise ès arts en politique économique du Williams College aux États-Unis en 2013.

### Carrière professionnelle

#### Économiste dans l'administration
Alex Contreras est spécialiste de la politique monétaire. L'ensemble de sa carrière professionnelle dans l'administration se déroule au sein de la Banque centrale de réserve du Pérou, entre 2007 et 2019.
Au sein de cette même banque autonome, Alex Contreras occupe diverses fonctions à responsabilité, il dirige notamment tout d'abord le Département des indicateurs d'activité économique entre 2014 et 2016, et a ensuite dirigé le Département des statistiques monétaires et financières, entre 2016 et 2019.

#### Carrière de professeur
Alex Contreras a été professeur de politique économique et monétaire à l'Université nationale d'ingénierie. Il a également enseigné dans de nombreuses universités prestigieuses, comme à l'Université de Piura, à l'Université de San Martín de Porres, à l'Université pontificale catholique du Pérou et à l'Université des sciences et technologies, dispensant des cours tels que l'économétrie, la macro économétrie, macroéconomie avancée, économie financière et théorie monétaire.
Il a également publié divers articles dans des revues nationales et étrangères sur la politique monétaire, le système financier, la réglementation bancaire et la macroéconomie.

## Parcours politique

### Vice-ministre sous Pedro Castillo
Le 21 août 2021, Alex Contreras est désigné vice-ministre de l'Économie par l'économiste de gauche et ministre de l'Économie Pedro Francke, lors du premier gouvernement de Pedro Castillo.
Au sein du ministère, Contreras est chargé des enjeux liés à la macroéconomie, la politique microéconomique, qui comprend notamment les thèmes de l'économie internationale, de concurrence, de productivité, de politique des recettes publiques, de politique d'investissement.
Malgré l'instabilité gouvernementale lors de la présidence de Pedro Castillo, Alex Contreras restera en fonction pendant l'ensemble de son mandat, au sein des cinq gouvernements et a connu trois ministres.

### Ministre de l'Économie et des Finances
Le 10 décembre 2022, Alex Contreras est nommé ministre de l'Économie et des Finances dans le gouvernement technique et d'union nationale de la présidente Dina Boluarte. Il demeure en fonction dans le gouvernement Boluarte II jusqu'à sa démission le 13 février 2024.